# フォートローダーデール
フォートローダーデール（英: Fort Lauderdale）は、アメリカ合衆国フロリダ州南東部、マイアミの北約40kmに位置する保養都市。ブロワード郡の郡庁所在地であり、同郡の最大都市である。人口は18万2760人（2020年）。マイアミ、ウェストパームビーチと共に人口600万人を超える南フロリダ大都市圏を形成している。

## 概要
市内に運河が縦横に張り巡らされていることから、フォートローダーデールは「アメリカのベニス」とも呼ばれる。ただ本家イタリアのヴェネツィア（英語由来でベニス）とは異なり、運河沿いの建物のほとんどはセレブリティ層の冬期の別荘であり、運河を行き交う船のほとんどはヨットやクルーザーなど自家用・娯楽用のものである。また、大西洋岸にはビーチが広がっている。このような点から、同市はフランスのニースや日本の神奈川県の葉山町に近い性格の都市であると言える。また、バーやナイトクラブを多く有し、常にパーティーをしている雰囲気があることから、「酒」を意味するliquorにかけて、Fort Liquordaleとも呼ばれている。
フォートローダーデールはマイアミやウェストパームビーチに比べ治安が良く、スペイン語を第一言語とし英語を話せない者も多い当地にあっては英語も通じ易く、ビーチも大衆的であることから、家族連れに人気が高い。また、同市はリベラルで開放的であることから、ゲイ、レズビアン（同性愛者）にとって住みやすく、訪れやすい都市として人気がある。

## 歴史

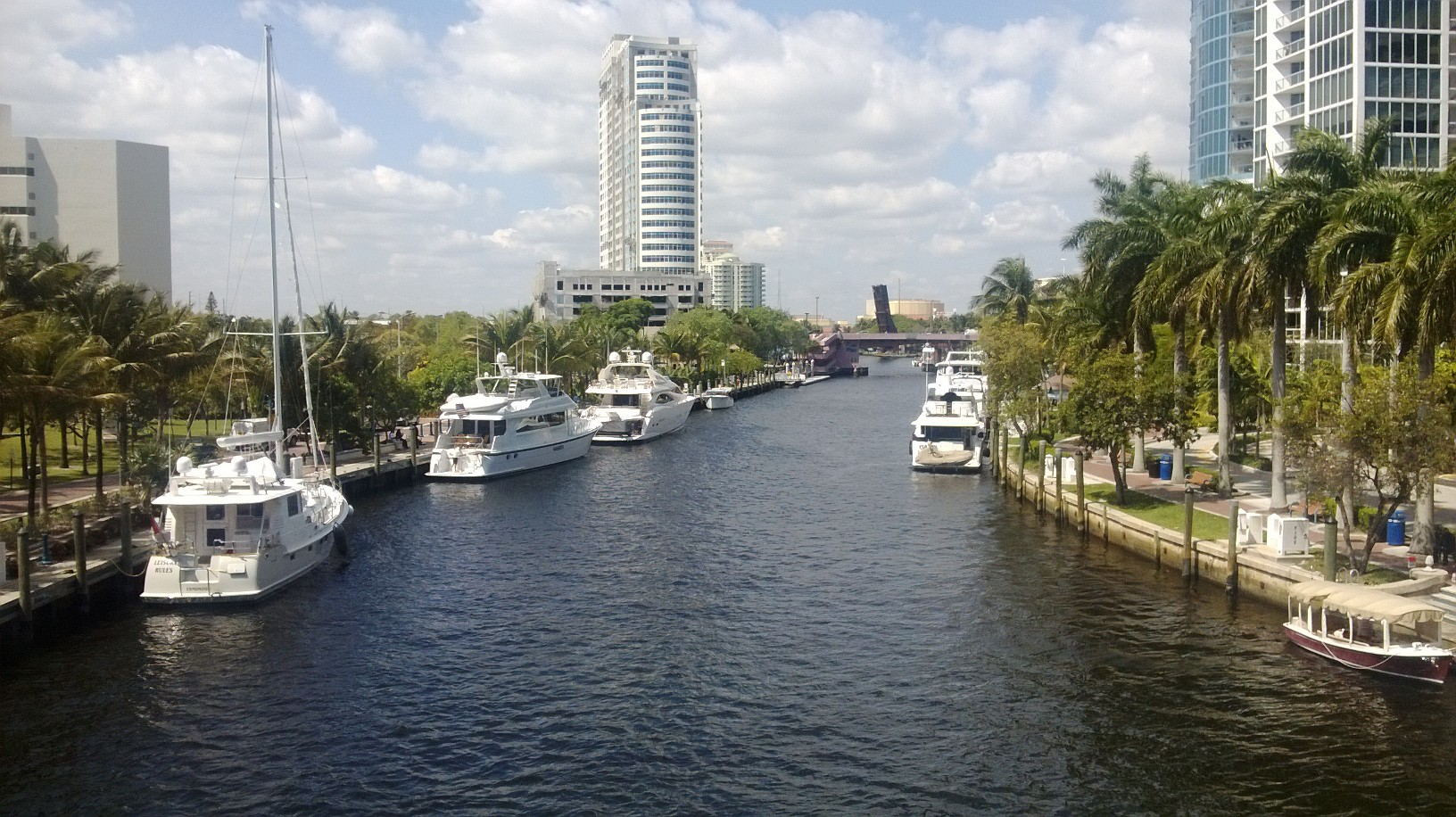
市中心部を流れるNew River

18世紀、最初にこの地域に住みついたのはネイティブ・アメリカンのセミノール族であった。1838年、第2次セミノール戦争の最中にウィリアム・ローダーデール少佐はテネシー・ボランティアーズ開拓者集団を率いてこの地に踏み入り、ニューリバー砦を建設した。1893年、オハイオ州出身の若者フランク・ストラナハンは通商交易所・郵便局・銀行・町役場を兼ねる家をニューリバー砦の近くに建てた。この家は今でも残り、博物館となっている。フォートローダーデールは1911年に正式に町となり、酪農や柑橘類農業を主とするコミュニティとして成長していった。
1960年にフォートローダーデールを舞台とした10代向けの映画『ボーイハント』が公開されると、同市は州内パナマシティやサウスカロライナ州マートルビーチと並ぶスプリングブレイク（春休み）のメッカとなり、観光・保養都市への道を歩み始めた。しかし、一方では学生による未成年飲酒や違法行為が増加、市は無政府状態同然となり治安も悪化した。1980年代に入り、事態を重く見た警察が取締りを強化。同時にクルーズ船や各種マリンスポーツなど観光資源が多様化し、同市を訪れる観光客の層も多様化、治安も回復した。現在でもスプリングブレイクの学生が同市を訪れるものの、警察の努力もあり、かつての無政府状態とはおよそ程遠くなっている。

## 地理

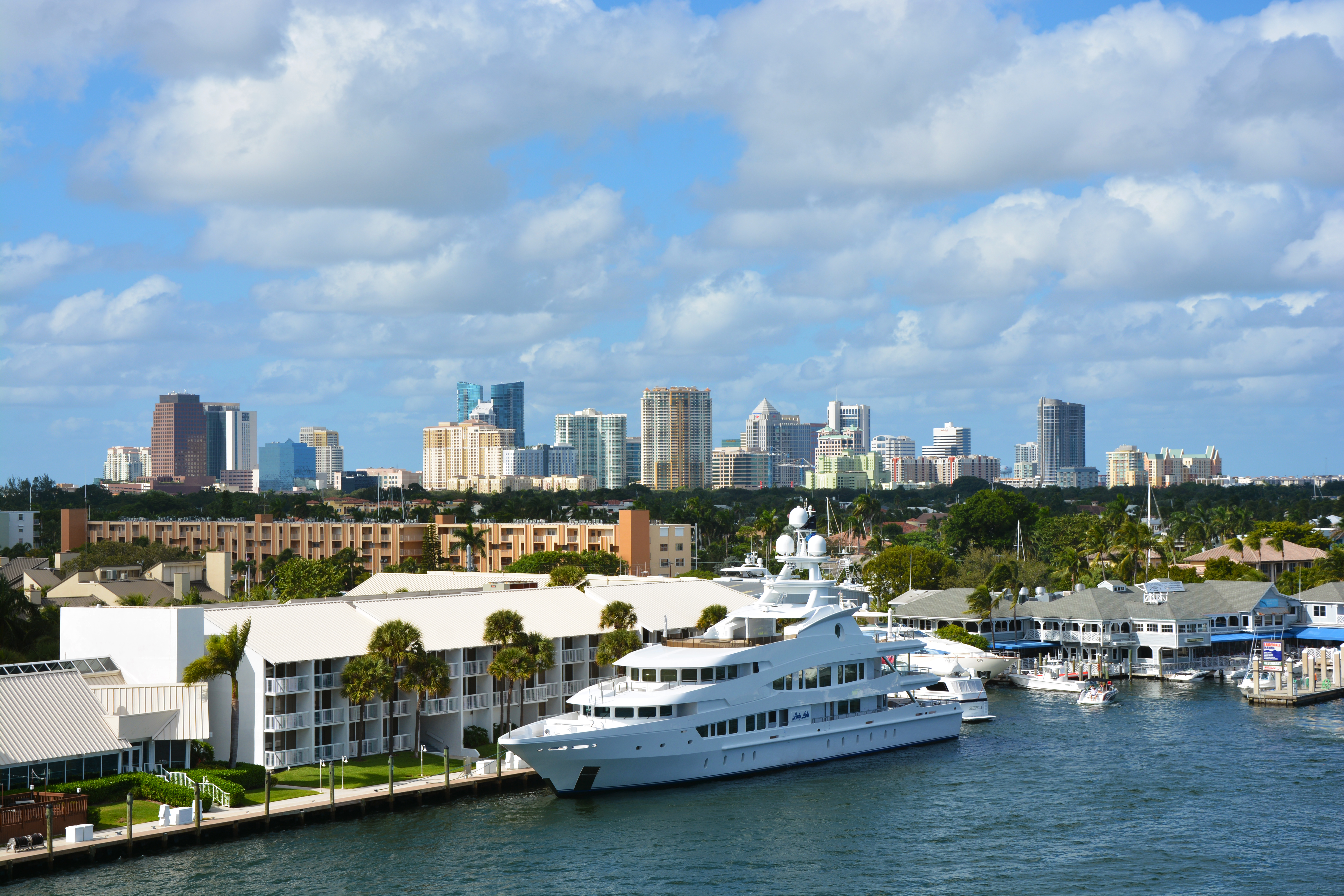
フォートローダーデールのスカイライン

フォートローダーデールは、北緯26度8分9秒 西経80度8分31秒 / 北緯26.13583度 西経80.14194度（26.135763, -80.141810）に位置している。日本の那覇市（沖縄県）とほぼ同緯度にあり、マイアミと違い本当の乾季を持たないのでケッペンの気候区分ではAf（熱帯雨林気候）に属する。暑く雨の多い夏と温暖な冬が特徴である。
この一帯はハリケーンが頻繁に上陸することでも知られる。2005年11月、カテゴリー3のハリケーンとしてハリケーン・ウィルマが同市を直撃、暴風雨による洪水と電線の損傷により、13日間にわたって停電・断水が続いた。
アメリカ合衆国統計局によると、フォートローダーデール市は総面積93.3km2（36.0mi2）である。このうち82.2km2（31.7mi2）が陸地で11.1km2（4.3mi2）が水域である。総面積の11.91%が水域となっている。同市は市内を縦横に流れる運河で知られ、釣りやヨットのメッカとなっている。運河をさかのぼる観光船ジャングル・クイーン号は60年以上にわたって営業を続け、これまでに延べ1400万人以上が乗船した。

## 経済

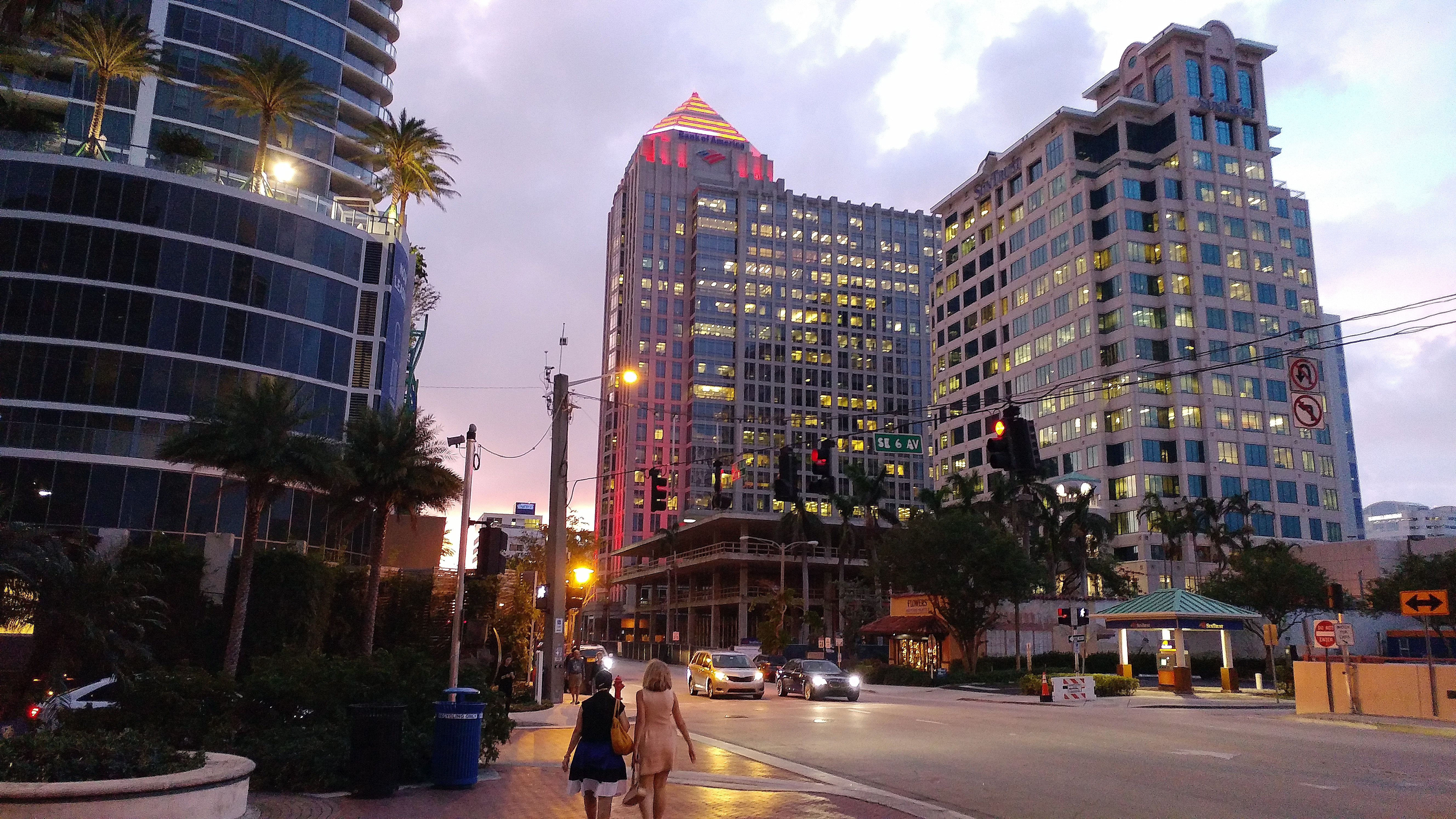
フォートローダーデールのCBD

フォートローダーデールにはカプランやシトリックス・システムズ、オートネイション（AutoNation）などの企業が本社を置いている。
フォートローダーデールのメインストリートはラス・オラス大通りである。ダウンタウンを東西に貫き、ビーチへと通じている。沿道にはブティック、ギャラリー、レストラン、ホテル、コンドミニアムが立ち並んでいる。フロリダ州道A1Aはビーチ沿いを南北に通り、土産物屋、シーフードレストラン、バー、ナイトクラブ、宿泊施設が立ち並ぶ。ビーチエリアの宿泊施設は1泊30ドル台のモーテルから300ドルを超える高級リゾートホテルまで量・質の両面において豊富である。

## 交通

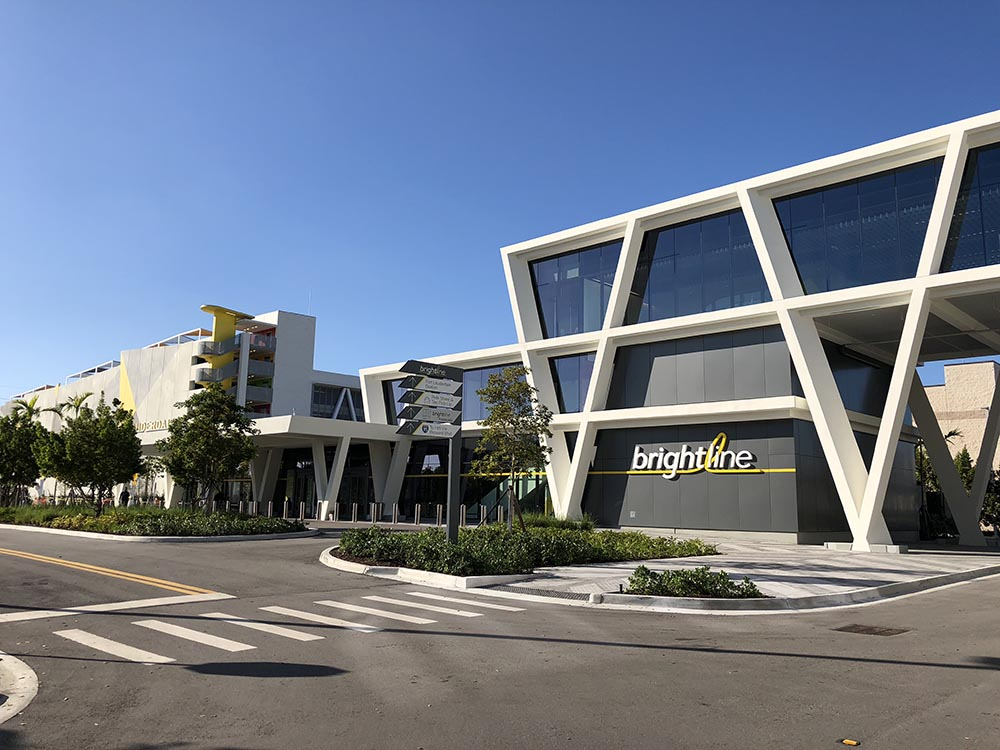
フォートローダーデール駅（ブライトライン）

フォートローダーデール・ハリウッド国際空港はダウンタウンの南約6kmに位置し、市の玄関口としての役割を果たしている。同空港は主要航空会社のハブ空港からの便やニューヨーク・シカゴなど大都市からの便のほか、バハマのナッソーへの便もある国際空港である。また、特に感謝祭やクリスマスなどのピーク時には、マイアミ国際空港に比べ混雑が少ないため、こちらを利用するアメリカ人も多い。
ダウンタウンの西にはアムトラックのフォートローダーデール駅があり、マイアミとニューヨークを結ぶ長距離列車が停車する。この駅は南フロリダ大都市圏を縦貫するトライレールの駅にもなっており、マイアミやウェストパームビーチへ近郊電車が走っている。
2018年に開業したブライトラインは海岸寄りの貨物線を通る。
グレイハウンドのバスターミナルはダウンタウンにあり、マイアミへは毎時1-2本、タンパやオーランドといった州内の主要都市へもバスの便がある。
市内の交通としては、ブロワード郡交通局が運営する路線バスが市内および周辺を縦横に走っている。また、運河を利用した水上バス、Water Busがダウンタウンとビーチエリアを結んでいる。
エバーグレーズ港は全米有数のコンテナ港であり、また、石油の備蓄・積出港としての役割も果たす重要な商港である。また、マイアミ港に次ぐ州内第2のクルーズ観光港であり、バハマのフリーポートへのクルーズ観光客船が発着している。

## メディア
フォートローダーデールには サウス・フロリダ・サン・センチネル（South Florida Sun-Sentinel）とマイアミ・ヘラルド（The Miami Herald）の2つの英語版新聞がある。さらに、スペイン語の新聞としてエル・センチネル（El Sentinel）とエル・ヌエボ・ヘラルド（El Nuevo Herald）がある。サン・センチネル紙はフォートローダーデール及びブロワード郡一帯で最も読まれている新聞であり、購読者数は100万人を超える。同社はキューバにも支局を展開している。
フォートローダーデールはラジオで全米12位、テレビで全米17位にランクされるマイアミのメディア市場の一部である。この地域で事業を展開している代表的なテレビジョン放送局は WBFS（My）、WBZL（The CW）、WFOR（CBS）、WLTV（ユニビジョン）、WPLG（ABC）、WPXM（i）、WSCV（Telemundo）、WSVN（FOX）、及びWTVJ（NBC）である。

## スポーツ
- フロリダ・パンサーズ - NHL。南フロリダ大都市圏に本拠を置く北米4大プロスポーツリーグのチームのうち、唯一フォートローダーデールがあるブロワード郡にホームアリーナがある。しかし、一般的にはマイアミが本拠地のチームとして紹介される。
- インテル・マイアミCF - メジャーリーグサッカー所属のサッカークラブ。

## 住民

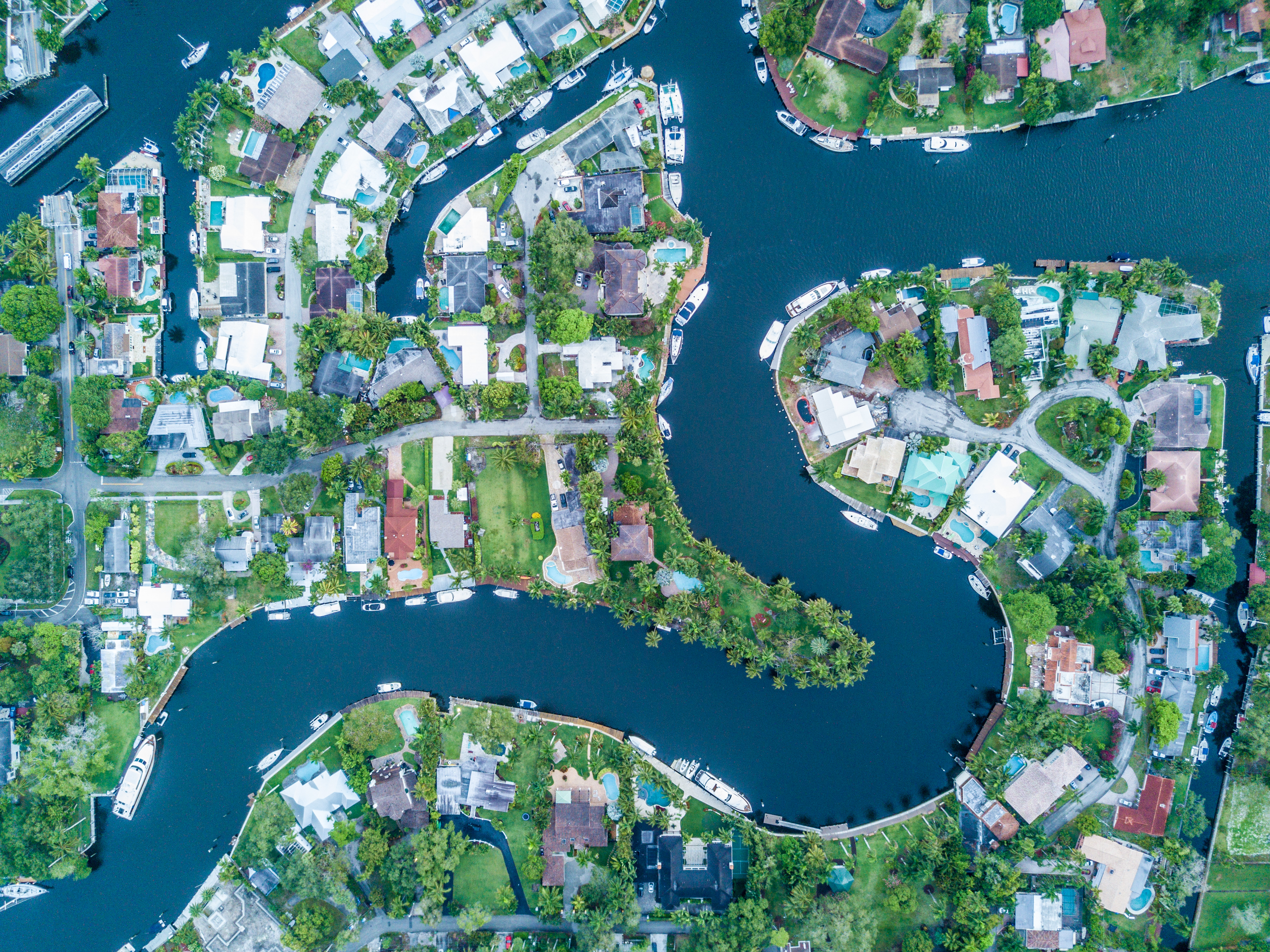
ターポン地区の住宅

以下は2000年国勢調査における人口統計データである。
基礎データ
- 人口: 152,397人
- 世帯数: 68,468世帯
- 家族数: 33,001家族
- 人口密度: 1,854.4人/km2（4,803.1人/mi2）
- 住居数: 80,862軒
- 住居密度: 984.0軒/km2（2,548.5軒/mi2）

人種別人口構成
- 白人: 64.27%
- アフリカ系アメリカ人: 28.88%
- ネイティブ・アメリカン: 0.23%
- アジア人: 1.03%
- 太平洋諸島系: 0.05%
- その他の人種: 1.76%
- 混血: 3.79%
- ヒスパニック・ラテン系: 9.45%

年齢別人口構成
- 18歳未満: 19.4%
- 18-24歳: 7.7%
- 25-44歳: 32.8%
- 45-64歳: 24.8%
- 65歳以上: 15.3%
- 年齢の中央値: 39歳
- 性比（女性100人あたり男性の人口）
  - 総人口: 110.0
  - 18歳以上: 111.1

世帯と家族（対世帯数）
- 18歳未満の子供がいる: 19.6%
- 結婚・同居している夫婦: 32.2%
- 未婚・離婚・死別女性が世帯主: 11.5%
- 非家族世帯: 51.8%
- 単身世帯: 40.3%
- 65歳以上の老人1人暮らし: 11.7%
- 平均構成人数
  - 世帯: 2.14人
  - 家族: 2.97人

収入と家計
- 収入の中央値
  - 世帯: 37,887米ドル
  - 家族: 46,175米ドル
  - 性別
    - 男性: 34,478米ドル
    - 女性: 27,230米ドル
- 人口1人あたり収入: 27,798米ドル
- 貧困線以下
  - 対人口: 17.7%
  - 対家族数: 13.8%
  - 18歳未満: 29.0%
  - 65歳以上: 11.1%

## 出身人物
- アーチー・シェップ (サクソフォン奏者)
- アーニー・ロス (プロレスマネージャー)
- クリス・エバート (テニス選手)
- ケイトリン・アシュレイ (ポルノ女優)
- ジャコ・パストリアス (エレクトリックベース奏者)
- ジャスティン・バーサ (俳優)
- スコット・シールズ (野球選手)
- ソフィア・カーソン (女優)
- ティファニー・ファーロン (モデル)
- テリー・ウィーゲル (ポルノ女優)
- ブラッド・エルドレッド(野球選手)
- マイケル・アービン (アメリカンフットボール選手)
- マイケル・クロッタ (野球選手)
- マット・マートン (野球選手)
- ロビー・ジネプリ (テニス選手)
- マイケル・モース (野球選手)

## 姉妹都市
- ゴールドコースト、オーストラリア
- ラ・ロマーナ、ドミニカ共和国
- ハイファ、イスラエル
- アゴゴ、ガーナ
- ベロオリゾンチ、ブラジル
- パナマシティ、パナマ
- Herro Toon、Herro State
- ケポス、コスタリカ
- マル・デル・プラタ、アルゼンチン

- マルガリータ島、ベネズエラ
- メデジン、コロンビア
- ムーラ、トルコ
- リミニ、イタリア
- ヴェネツィア、イタリア
- サン・セバスティアン、ブラジル
- セフトン、イングランド
- カパイシャン、ハイチ
- 高雄市、中華民国